# 1936년 미국 야구 명예의 전당 투표
미국 야구 명예의 전당의 헌액자를 선정하기 위한 첫 투표는 1936년에 있었다.

## 미국야구기자협회 투표
총 226장의 투표 용지가 집계되었으며, 47명의 후보에게 2,231표가 던져졌다. 이는 각 투표지마다 평균 9.87표가 던져졌음을 의미한다. 명예의 전당에 헌액되기 위해서는 170표 이상의 득표가 필요했다.

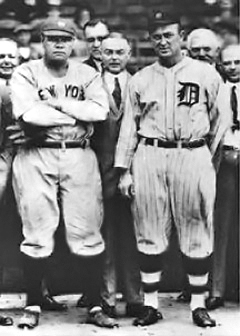
베이브 루스와 타이 콥

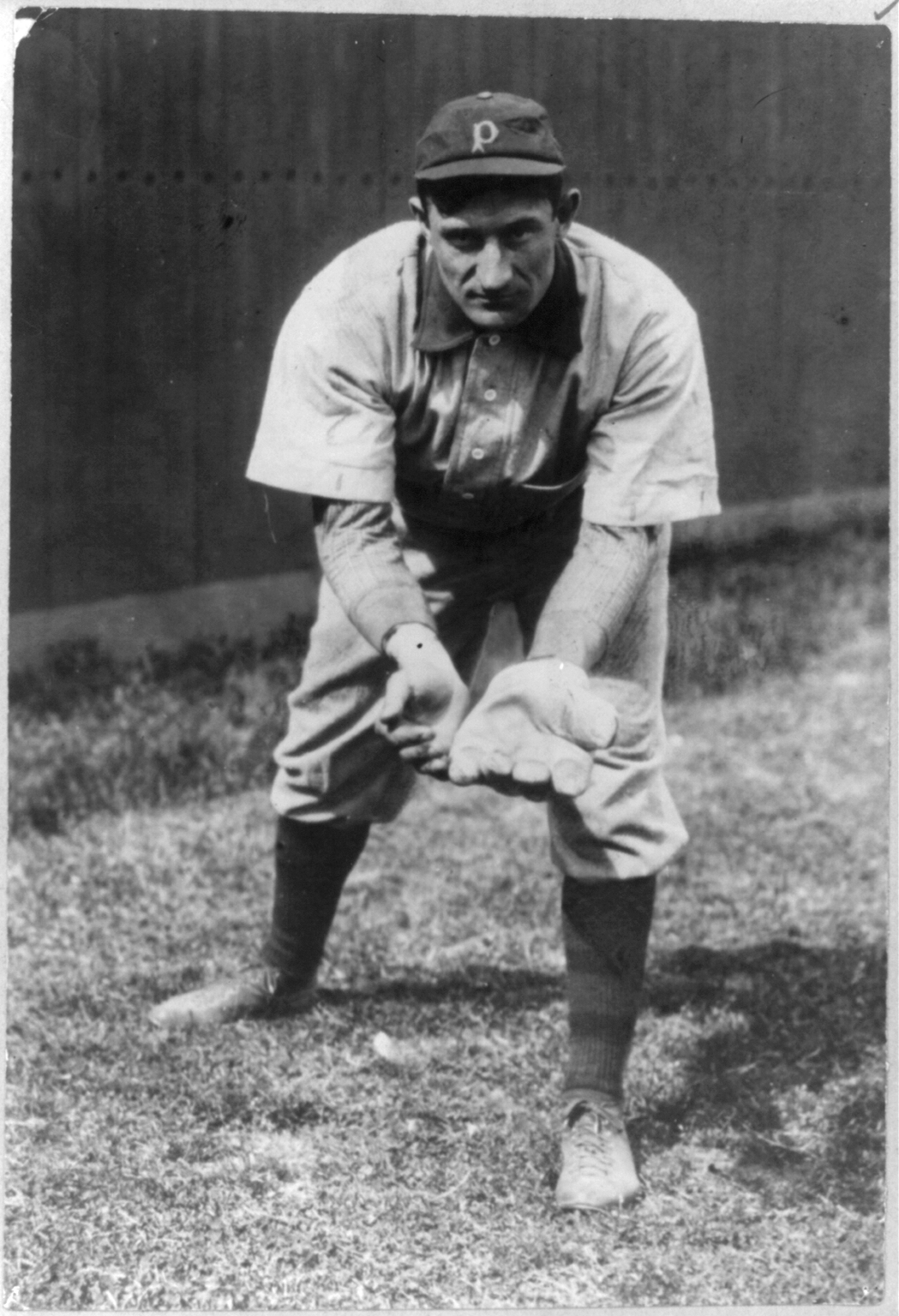
호너스 와그너

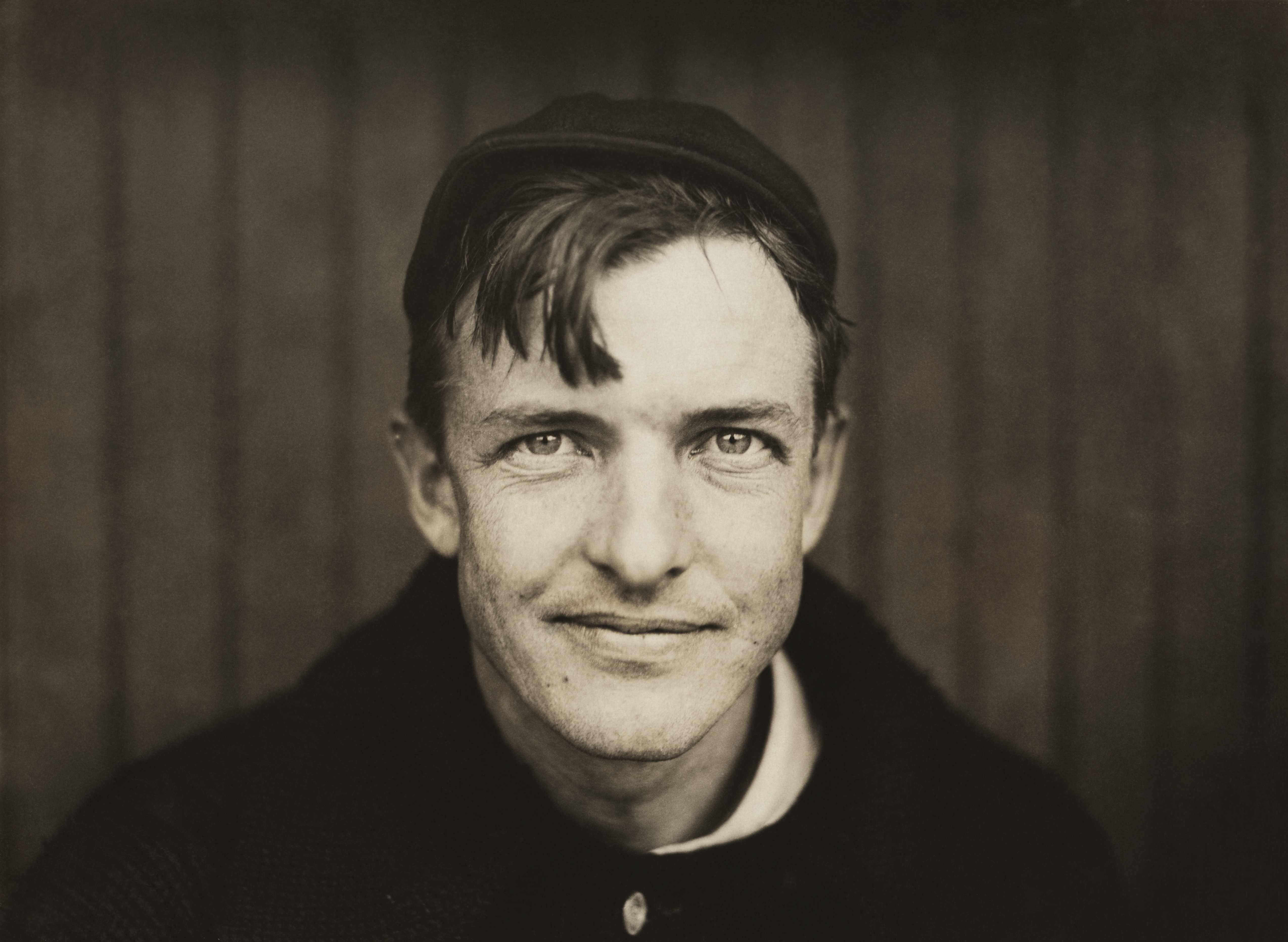
크리스티 매슈슨

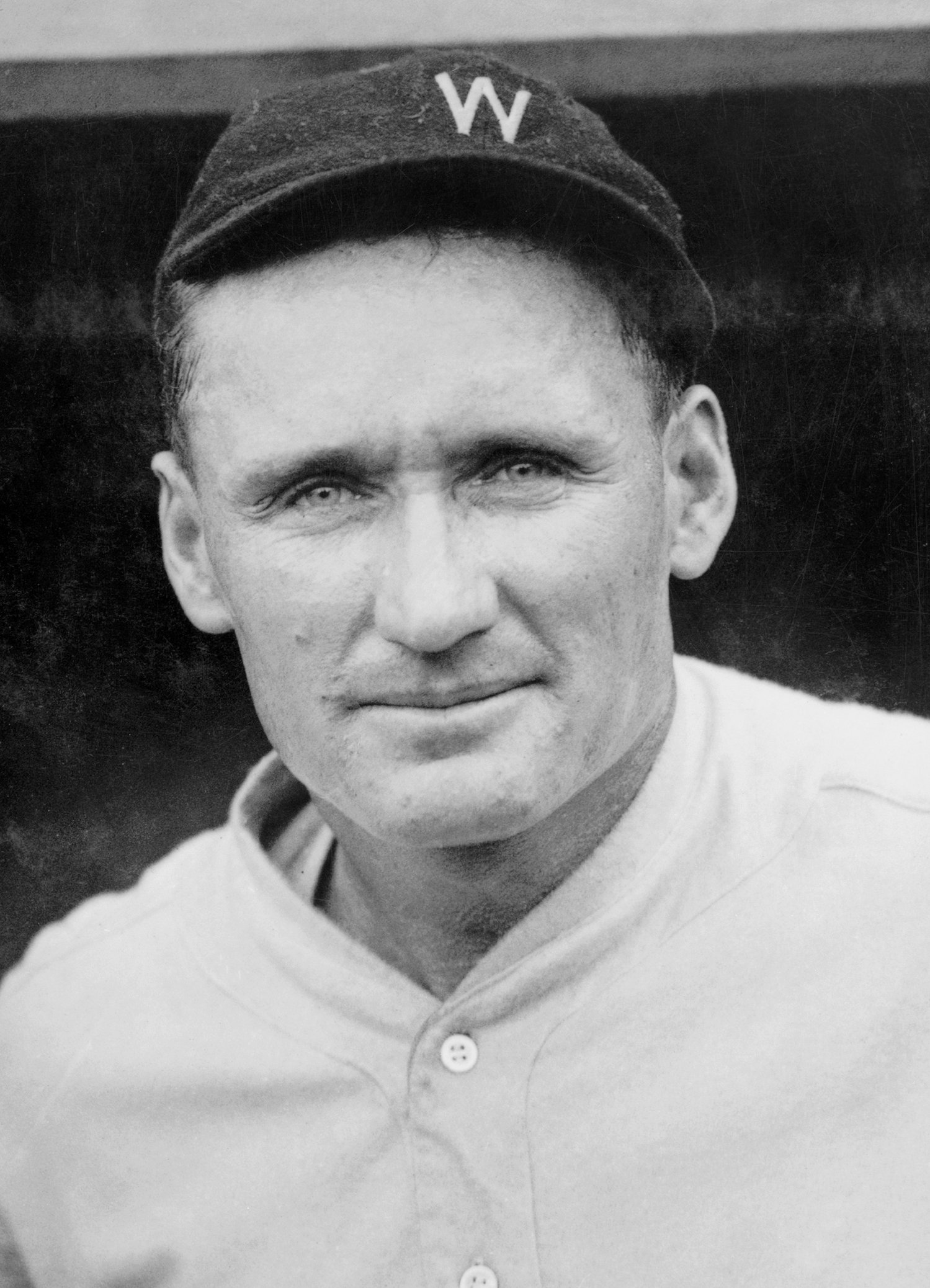
월터 존슨

|  | 이 해의 투표에서 과반의 득표수를 얻어, 명예의 전당에 헌액된 사람                  |
|  | 이 해의 투표에서 득표수가 미달되었으나, 이후의 투표에서 명예의 전당에 헌액된 사람 |

| 이름                       | 득표수 | %    |
| -------------------------- | ------ | ---- |
| 타이 콥                    | 222    | 98.2 |
| 베이브 루스                | 215    | 95.1 |
| 호너스 와그너              | 215    | 95.1 |
| 크리스티 매슈슨            | 205    | 90.7 |
| 월터 존슨                  | 189    | 87.6 |
| 냅 라조이                  | 146    | 64.6 |
| 트리스 스피커              | 133    | 58.8 |
| 사이 영                    | 111    | 49.1 |
| 로저스 혼즈비              | 105    | 46.4 |
| 미키 코크런                | 80     | 35.3 |
| 조지 시슬러                | 77     | 34.0 |
| 에디 콜린스                | 60     | 26.5 |
| 지미 콜린스                | 58     | 25.6 |
| 그로버 클리블랜드 알렉산더 | 55     | 24.3 |
| 루 게릭                    | 51     | 22.5 |
| 로저 브레스나한            | 47     | 20.7 |
| 윌리 킬러                  | 40     | 17.6 |
| 루브 워델                  | 33     | 14.6 |
| 지미 폭스                  | 21     | 9.2  |
| 에드 월시                  | 20     | 8.8  |
| 에드 델라한티              | 17     | 7.5  |
| 파이 트레이너              | 16     | 7.1  |
| 프랭키 프리시              | 14     | 6.1  |
| 레프티 그로브              | 12     | 5.3  |
| 할 체이스                  | 11     | 4.8  |
| 로스 영스                  | 10     | 4.4  |
| 빌 테리                    | 9      | 3.9  |
| 조니 클링                  | 8      | 3.5  |
| 루 크리거                  | 7      | 3.1  |
| 모데카이 브라운            | 6      | 2.6  |
| 조니 에버스                | 6      | 2.6  |
| 프랭크 챈스                | 5      | 2.2  |
| 존 맥그로                  | 4      | 1.7  |
| 레이 샬크                  | 4      | 1.7  |
| 알 시먼스                  | 4      | 1.7  |
| 치프 벤더                  | 2      | 0.8  |
| 조 잭슨                    | 2      | 0.8  |
| 에드 라우시                | 2      | 0.8  |
| 프랭크 베이커              | 1      | 0.4  |
| 빌 브래들리                | 1      | 0.4  |
| 프레드 클라크              | 1      | 0.4  |
| 샘 크로포드                | 1      | 0.4  |
| 키드 엘버펠트              | 1      | 0.4  |
| 코니 맥                    | 1      | 0.4  |
| 루브 마쿼드                | 1      | 0.4  |
| 냅 루커                    | 1      | 0.4  |
| 대지 밴스                  | 1      | 0.4  |
| 찰리 게링거                | 0      | 0    |
| 개비 하트넷                | 0      | 0    |
| 빌리 설리번                | 0      | 0    |

## 같이 보기
- 미국 야구 명예의 전당의 헌액자 목록